# Покровка (Берёзовский район)
Покровка — село в Берёзовском районе Пермского края. Входит в состав Переборского сельского поселения.

## Географическое положение
Расположено на реке Култым (левый приток реки Шаква), к северу от райцентра, села Берёзовка.

## Население
| 2010 | 2014 | 2015 | 2016 |
| ---- | ---- | ---- | ---- |
| 163  | ↗256 | ↘253 | ↘250 |

## Улицы
- Боровская ул.
- Горная ул.
- Новодеревенская ул.
- Садовая ул.
- Центральная ул.
- Бражниковская ул.

## Топографические карты
- Лист карты O-40-79. Масштаб: 1 : 100 000. Издание 1980 г.

## История
Первое упоминание в документах относится к 1782 году, как деревня Тетюева. До 1840 года деревня состояла в приходе Берёзовском. В 1840 году построена церковь Пресвятой Богородицы, которая дала новый статус деревне Тетюева - она была переименована в село Покровское. В середине 19 века Иваном Яковлевым на р. Култым была построена мельница,которая просуществовала до 1970 года. 
1869 год. Село Покровское — 49 дворов, 298 чел., д. Бражники — 35 дворов, 234 чел.
К концу 19 века село Покровское стало крупным волостным центром.
В 1879 открыто земское народное училище.
В 1894 при Покровском земском училище открыта библиотека. По сведениям на 1 июня 1899 года в Покровской библиотеке было 94 читателя, и фонд народной библиотеки составлял 291 экземпляр.
1904 год. В Кунгурском уезде 25 волостей, в том числе и Покровская.

### Покровская волость
Состоит из пяти обществ: Покровское, Ермолинское, Култымское (Переборское), Песьянское, Верх-Култымское.
Всего дворов по волости: 685, селений — 47, село — 1, деревень — 13, выселков — 33.
Население всего: 3725 чел., мужчин — 1811, женщин — 1914
| Населённый пункт | Дворов | Население | Население | Население |
| Населённый пункт | Дворов | Муж.      | Жен.      | Всего     |
| ---------------- | ------ | --------- | --------- | --------- |
| с. Покровское    | 49     | 107       | 122       | 229       |
| д. Бор           | 22     | 60        | 62        | 122       |
| в. Косулино      | 8      | 22        | 30        | 52        |
| в. Осиновский    | 10     | 17        | 24        | 41        |
| в. Раскатаевский | 9      | 16        | 23        | 39        |
| д. Бражникова    | 17     | 46        | 55        | 101       |
| в. Горный        | 8      | 23        | 21        | 44        |
| в. Антоновский   | 7      | 20        | 25        | 45        |
| в. Волокушинский | 7      | 18        | 19        | 37        |
| в. Мазуевский    | 7      | 23        | 21        | 44        |
| в. Спиринский    | 11     | 29        | 23        | 52        |
| в. Исаковский    | 18     | 40        | 56        | 96        |
| в. Липовский     | 5      | 6         | 9         | 15        |
| Всего            | 178    | 427       | 490       | 917       |

#### Первые  десятилетия советской власти
8 декабря 1918 г. прошло первое комсомольское собрание. Избран первый секретарь Истомин Николай Иванович.
1926 г. создан Покровский сельский совет.
1928-29 годах создан первый в Покровском ТОЗ «Красный Пахарь».
1830 г. создан колхоз им. Блюхера.
1936 г. колхоз переименован в им. Валерия Чкалова.
Конец 1936 г. проведена кампания по закрытию храмов.
1 ноября 1936 г. проведено заседание расширенного пленума Покровского сельского совета.
4 ноября 1936 г. состоялось общее собрание колхозников и единоличников. Из протокола собрания:

Общее собрание из 283 чел. колхозников и трудящихся единоличников Покровского сельсовета единодушно одобряют закрытие церкви, как рассадника бескультурья и невежества. Мы ходатайствуем перед исполнительным районным комитетом утвердить наше решение — закрыть церковь и предоставить помещение в наше распоряжение для исполнения культурных целей.

21 мая 1937 г. принято постановление «О закрытии церкви в селе Покровское Берёзовского района». Священник Чеботарёв К. В., служивший при церкви, был расстрелян.
1937 г. открыта вечерняя школа по начальному образованию.
1940 г . Покровская начальная школа становится неполной средней школой.
1941—1945 г. Покровка и окрестные деревни отправили на фронт 163 мужчины. Из них не вернётся с поля боя 103 солдата.
1948 г. 2 августа открыта семилетняя Покровская школа.
1958 г. произошло объединение колхозов Покровского, Шаквинского, Верх-Култымского, Переборского, Ванькинского и Ермолинского. Колхозу дано название «Первое мая».
1985 г. открыт детский сад «Теремок».

## Церковь
До 1840 года Покровские прихожане состояли в приходе Берёзовской церкви. Существующая деревянная церковь есть первый храм с основания самостоятельного Покровского прихода. Покровский храм возложен седьмого августа 1838 года, строение закончено в 1840 году; Храм деревянный — в длину 9 и в ширину 5 сажень, одноэтажный и однопредельный во имя Покрова Пресвятыя Богородицы; обнесён деревянною в стобах, с деревянными же решётками оградою. 
Колокола: 1/25 пуд. 36 фун., 2/10 пуд. 19 фун., 3/4 пуд. 38,5 фун., 5/37 ½ фун. 6/8 фун.
Грамоты: 1 на заложение храма во имя Покрова Пресвятыя Богородицы, данная преосвящённым Аркадием июля 6 дня 1838 г., с суриковой печатью; 2 данная тем же преосвящённым на освещение храма второго сентября 1840 г., с суриковой печатью.
Планы: 1 храма фасада, его составленный 19 мая 1838 г. губернским архитектором Мейснер и утверждён губернатором Огоревым; 2 ограды и ворот церковных. 
В приходе имеется одна деревянная часовня в деревне Поздянка, построенная жителями деревни в память чудесного спасения Государя Императора Александра III с Августейшим семейством 17 окт. 1888 г..
Духовенство: с открытия прихода при Покровской церкви состоит один штат, до 1875 г. состоял из священника, дьякона, дьячка и пономаря; с 1875 священника и двух псаломщиков и 1885 с добавлением штатного дьякона при одном священнике и псаломщике.